# Поліморфний генератор
Поліморфні генератори (інколи називають генератори мутацій) — один з модулів у складі комп'ютерної програми, найчастіше комп'ютерного вірусу, головною функцією котрого є шифрування та дешифрування(зміні) тіла усієї програми або її частини. У випадку комп'ютерних вірусів це використовується для ускладнення детектування вірусу антивірусами.
Поліморфний генератор сам по собі не є вірусом, оскільки він не включає у себе алгоритми для розмноження.
Відомі поліморфні генератори для вірусів у системі MS-DOS:
- DAME (Dark Avenger's Mutation Engine) також відомий як MtE (Mutation Engine)
- TPE (Trident Polymorphic Engine)
- NED (NuKE Encryption Device)
- SMEG (Simulated Metamorphic Encryption Generator)
- TCE
- VICE (Virogen's irregular Code Engine)